# Josef Rybička
Josef Rybička (7. prosince 1922, Hlinsko – 24. března 2015, Praha) byl hlasový pedagog, zakladatel a zřizovatel Pěvecké konzervatoře v Praze.

## Vzdělání

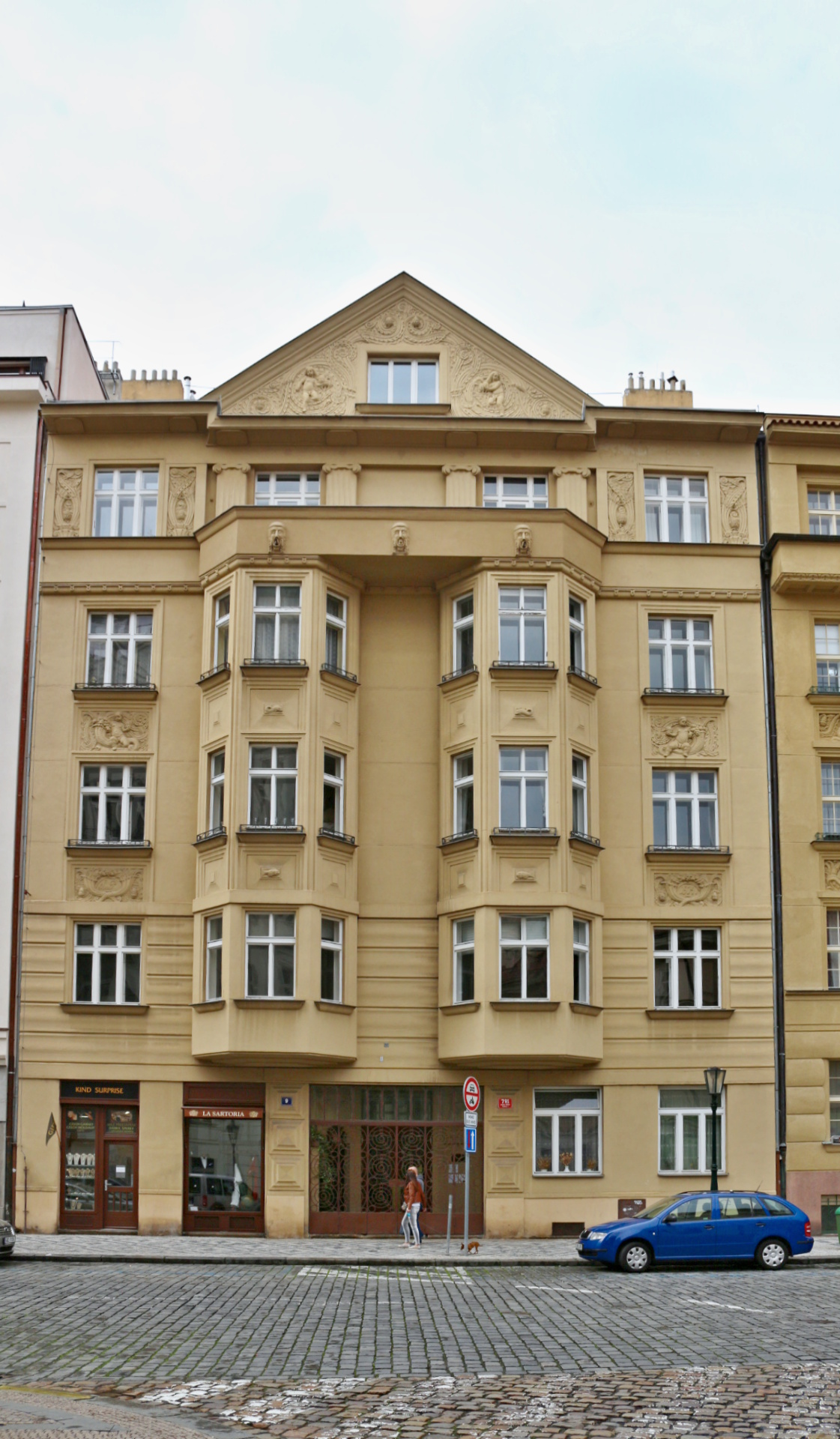
Dům v Haštalské ulici, kde žil Josef Rybička

Vystudoval Hudební vysokou školu Felixe Mendelssohna-Bartholdyho v Lipsku (Hochschule für Musik und Theater Leipzig), kde studoval obor klasicský zpěv u profesora Rosnera (společně se Soňou Červenou).

## Činnost
Byl dlouholetým zpěvákem opery v Lipsku a poté stálým členem profesionálního pěveckého tělesa Pražský mužský sbor pod vedením sbormistra Miroslava Košlera.
Byl zakladatelem a vedoucím hlasového oddělení na Lidové konzervatoři (dnešní Konzervatoř Jaroslava Ježka) v Praze. Mezi jeho žáky patřili např. Karel Černoch, Wabi Daněk, Blanka Šrůmová a soukromě také např. Petr Muk, Richard Pachman a krátce také Lucie Bílá.
Zabýval se psaním odborných textů pro výuku zpěvu a překladem literatury s podobným námětem z německého jazyka. Je autorem několika publikací v oboru klasický zpěv a pěvecká a hlasová teorie (fonetika).

## Ocenění

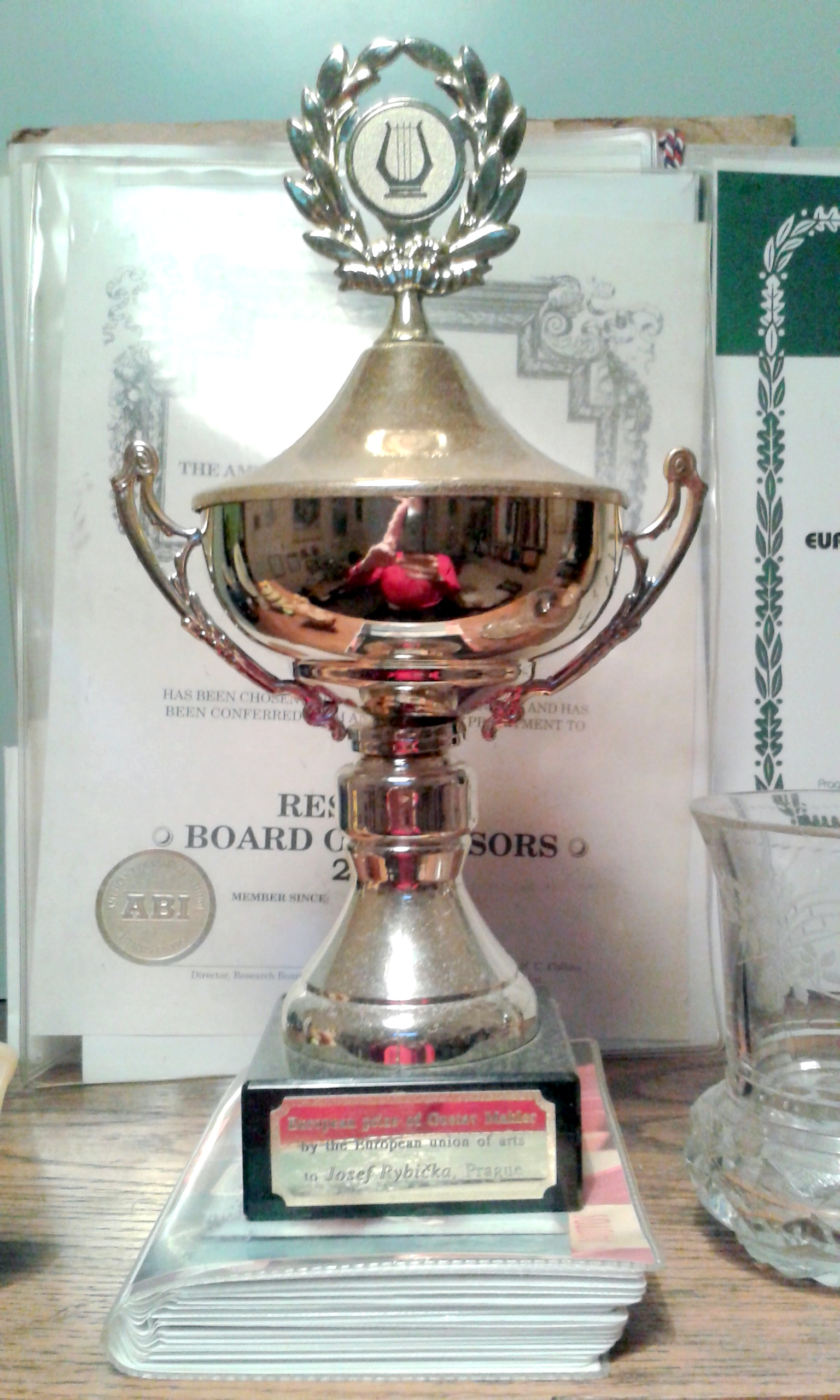
Cena Gustava Mahlera udělená Josefu Rybičkovi v roce 2000

V roce 2000 byl oceněn Cenou Gustava Mahlera za čeloživotní práci v oblasti teorie hudby.

## Zajímavosti
Společně se svým bratrem, akademickým sochařem Miroslavem Rybičkou, vybudoval muzeum historických automobilů a motocyklů v Jistebníku.